# Reed Erickson
Pour les articles homonymes, voir Erickson.
Reed Erickson, né le 13 octobre 1917 à El Paso au Texas aux États-Unis et mort le 3 janvier 1992 à Mexico, est un ingénieur mécanique, homme d'affaires, investisseur et philanthrope transgenre américain.
Il est connu pour sa philanthropie et surtout pour avoir fondé l'Erickson Education Foundation, une organisation à but non lucratif de sensibilisation aux droits des personnes trans et à la recherche médicale sur la transition de genre.

## Biographie

### Enfance et éducation
Reed Erickson naît à El Paso, le 13 octobre 1917, avec les prénoms Rita Alma ou Rita Mae. Robert E. Erickson, né en Allemagne, et sa femme, Ruth Herzstein, qui pratique la science chrétienne, lui donnent une sœur, Roberta.
Lorsqu'Erickson est encore très jeune, sa famille déménage à Philadelphie dans le quartier de Olney. Son père y est propriétaire d'une fonderie de plomb, Schuylkill Industries.
Erickson fait sa scolarité Wagner Junior High et au Philadelphia High School for Girls. Il étudie à l'université Temple de 1937 à 1940 ; il y fait partie d'un réseau de lesbiennes de gauche qui l'appellent Eric et avec qui il reste en contact toute sa vie. En 1938, sa mère meurt.
En 1940, la famille Erickson déménage à Baton Rouge en raison des activités industrielles de son père, dont les principaux clients sont dans cette ville. Erickson étudie à la Louisiana State University (LSU), devenant en 1946 la première femme diplômée en ingénierie de l'établissement et travaillant en parallèle dans la fonderie de plomb de son père.

### Début de carrière
Au cours de ces premières années à Baton Rouge, Erickson commence une relation amoureuse avec une femme new-yorkaise venue travailler dans un hôpital militaire en Louisiane. Elle est Américaine de première génération, de parents juifs émigrés de Russie, et c'est elle qui transforme les sensibilités de gauche d'Erickson en véritable militantisme pour les droits civiques et le socialisme. Après 1946, le couple s'installe à Philadelphie où Erickson retrouve ses amies d'enfance, passant régulièrement les week-ends dans la maison de campagne de l'une d'entre elles. Les membres du groupe ne sont pas ouvertement lesbiennes dans leur vie quotidienne. Le couple travaille pour la campagne électorale d'Henry Wallace en 1948 et héberge Paul Robeson venu se produire en ville,. En 1954, Erickson refuse de devenir informateur du FBI.
En raison du maccarthysme et de ses engagements, Erickson est mis sous surveillance par le FBI. Il travaille au sein d'une institution scientifique de Philadelphie. Quand l'institution découvre que sa secrétaire était membre du parti communiste dans son Allemagne natale, elle exige qu'Erickson la renvoie, ce qu'il refuse : les deux sont licenciés et Erickson ne parvient pas à retrouver un travail, à la fois en raison de cette histoire et de la perception des femmes ingénieures à l'époque.
Le couple déménage alors à Baton Rouge, où Erickson travaille pour l'entreprise de son père. Après un court moment, Erickson et sa compagne déménagent au Mexique, où ils passent près de deux ans avant de se séparer, restant très bons amis pour les décennies qui suivent. À son retour à Baton Rouge, Erickson réintègre l'entreprise familiale et lance ses propres projets commerciaux, dont une fabrique de chaises pliantes en métal et de bancs pour des stades, la Southern Seating Corporation,. Robert Erickson prend sa retraite et déménage au Mexique, lui donnant les rênes de son entreprise.

### Héritage et transition de genre
À la fin des années 1950, Erickson ne s'habille qu'avec des vêtements masculins, y compris en public et en voyage, et porte les cheveux très courts. Il est possible que vers la fin des années 1950, il ait visité Casablanca et Tijuana pour y faire une mastectomie et peut-être prendre des hormones masculinisantes. Au sein de l'entreprise, il passe graduellement du prénom Rita au prénom Reed, ce qui ne fait pas de remous, possiblement parce qu'il en est le patron.
Après le décès de Robert Erickson en 1962, il contacte Harry Benjamin, spécialiste de la médecine des personnes transgenres, avec qui il commence ou continue sa prise de testostérone en 1963. Il fait au même moment sa transition sociale et administrative et se marie avec Daisy Harriman Lewis, dont il divorce l'année suivante ; en 1965, il épouse Aileen Ashton, et en 1965 il obtient son opération de réattribution sexuelle, une des premières de l'histoire du pays.
Erickson et sa sœur deviennent actionnaires majoritaires des entreprises de la famille, Schuylkill Products Co., Inc., et Schuylkill Lead Corp., et les administrent avec succès jusqu'à leur vente à Arrow Electronics en 1969 pour environ 5 millions de dollars. Une partie importante de sa fortune vient de ses achats de terrain près de Baton Rouge et de leur revenus en pétrole. Sa fortune est estimée à 40 millions de dollars à ce moment.
Il possède une colonie naturiste en Floride, s'intéresse au New Age et consomme des drogues psychédéliques. Il s'intéresse à la télépathie, notamment inter-espèces. Il estime que son meilleur ami est un léopard du nom de Henry, avec qui il vit pendant près de vingt ans, l'amenant avec lui lors de ses voyages d'affaires et qui cohabite avec plusieurs chats.

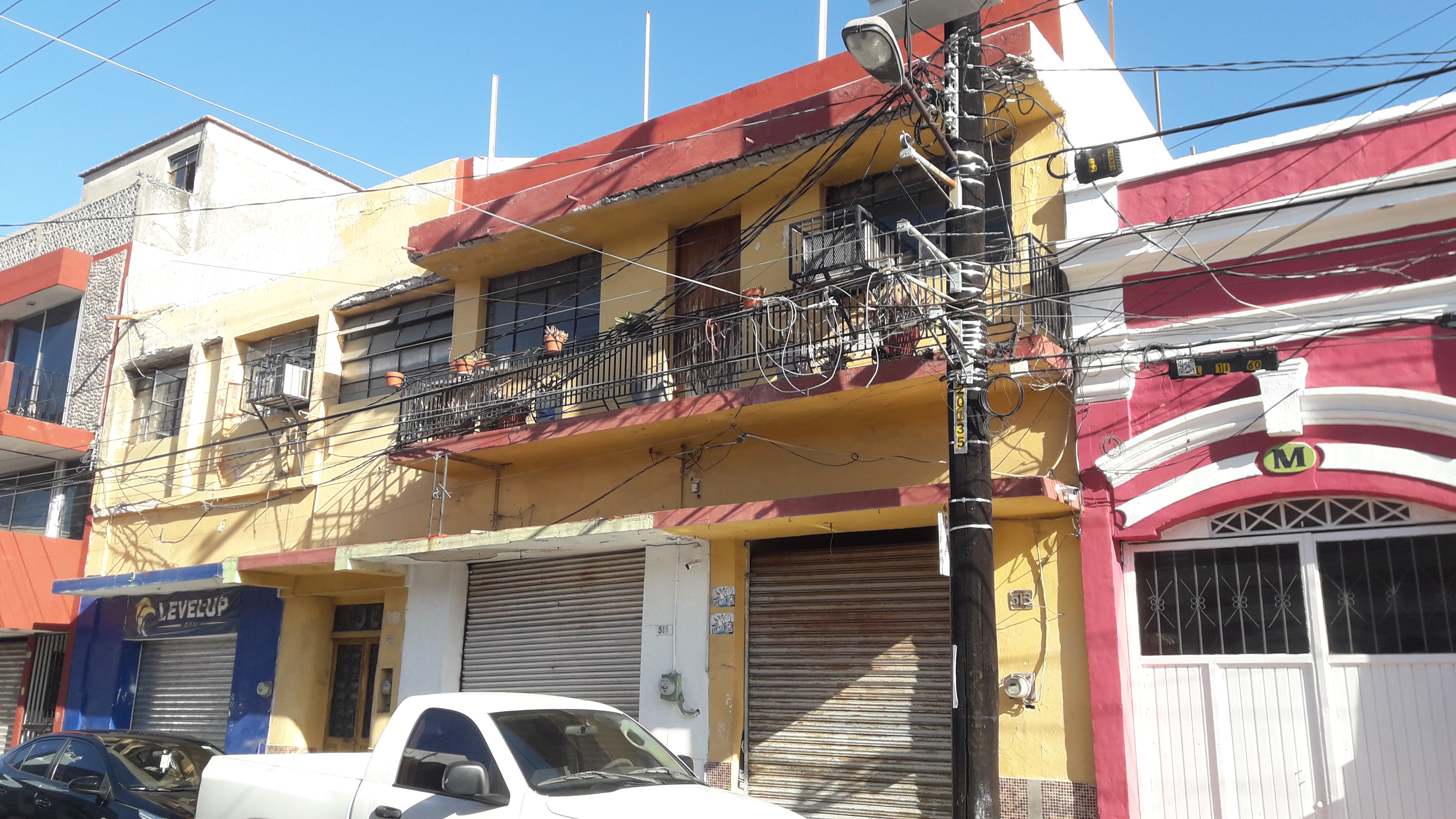
Reed Erickson vit à Mazatlán une partie de sa vie.

Il possède un ashram, le Love Joy Palace, à Mazatlán, au Mexique, où il se rend régulièrement. Il en a lui-même conçu les plans et l'a fait construire.
Il a aussi un appartement à New York pour ses voyages professionnels. Lors de ses visites, il voit souvent ses anciennes amies de Philadelphie, dont il s'éloigne finalement parce qu'il a fait son coming out et pas elles. Il se rend aussi souvent à Los Angeles.

### Erickson Educational Foundation
En 1964, Reed Erickson fonde l'Erickson Educational Foundation (EEF), une organisation philanthropique à but non lucratif qu'il finance seul. Elle inclut deux autres fondations, une spécifiquement pour financer le travail de Harry Benjamin et l'autre, l'Institute for the Study of Human Resources, pour soutenir le travail de ONE Incorporated.
Le principal centre d'intérêt de l'EEF est la transidentité, bien que la fondation se penche aussi sur les thèmes de l'homosexualité et de la spiritualité New Age. Erickson nomme Zelda Suplee comme dirigeante de la fondation, bien qu'il en contrôle la direction stratégique, et qualifie souvent les fonds de fonds d'investissement pour l'humanité.
L'association est dissoute en 1975. Une tentative d'Erickson de la relancer en 1983 échoue en 1984.

#### Stratégie
Dans les années 1960 et 1970, les personnes transgenres n'ont le plus souvent pas de réseau de soutien et font face à des personnes et institutions qui n'ont jamais entendu parler de la transidentité. L'Erickson Educational Foundation travaille donc à la sensibilisation du grand public. Fidèle à son approche par partenariats, l'EEF met aussi en avant les efforts de sensibilisation d'autres organisations aux États-Unis.
La stratégie de dons d'Erickson suit la tendance des associations homosexuelles de l'époque, qui consiste à fournir un soutien direct aux personnes appartenant à une minorité marginalisée tout en appuyant la politique de la respectabilité pour faire avancer le débat public,. Zelda Suplee fait l'immense majorité des présentations, étant le visage public de la fondation. En avril 1974, elle participe à huit conférences dans l'Est des États-Unis. Elle est souvent accompagnée de bénévoles transgenres, que Wendy McKenna identifie comme charismatiques, belles et avec un passing irréprochable, de sorte qu'il est « impossible de les voir comme d'un autre genre que celui par lequel elles se présentent ».

#### Activités de l'association pour les droits des personnes trans
L'EEF publie des brochures éducatives pour les personnes trans et leurs familles, entre autres sur comment faire son changement de prénom à l'état-civil et où trouver des médecins pour une chirurgie de réattribution sexuelle. Elle sensibilise les professionnels médicaux, le clergé, le personnel d'application des lois, et les universitaires aux questions de transidentité. Sa lettre d'information est totalement gratuite, avec parfois un appel aux dons.
L'EEF publie également deux livrets en partenariat avec son conseil juridique formé en 1970. Le premier document, publié en 1971, traite des procédures administratives incluant l'accès à l'emploi et à l'éducation, le changement d'état civil et que faire en cas d'arrestation. Le second livret, publié en 1974, s'adresse directement aux policiers pour répondre aux questions fréquentes au cours des interventions de l'EEF auprès des départements de police.
La fondation a plusieurs bureaux. Ses deux espaces ouverts au public sont à Baton Rouge et à New York, et les gens peuvent y accéder à des services accompagnement gratuitement. Reed Erickson lui-même propose des conseils par correspondance. 
La fondation finance des reportages dans des journaux grand public comme Good Housekeeping, qui publie « Ma fille a changé de sexe » en partenariat avec l'EEF en 1973, et LOOK, qui publie « Les transsexuels : hommes ou femmes ? » en janvier 1970, pour une couverture moins sensationnelle et négative que jusqu'alors. Ce second article est le premier article en dehors de l'affaire Christine Jorgensen à vraiment faire connaître la transidentité au grand public. Zelda Suplee et les bénévoles acceptent toutes les demandes d'interview à la télévision et à la radio.
Erickson met en place des bourses pour des personnes et institutions intéressées par la recherche sur la transidentité et la réattribution sexuelle, ainsi que pour l'organisation de colloques sur le sujet. De 1964 à 1975, l'EEF fait don de plus 250 000 dollars pour des projets en lien avec l'accompagnement médical de la transidentité. La Fondation Harry Benjamin reçoit plus de 60 000 dollars au cours des années 1964 à 1968 et la Johns Hopkins Gender Identity Clinic reçoit environ 72 000 dollars de 1967 à 1973, soit l'intégralité de son financement initial.
Par ce biais, la fondation finance la création de départements de médecine de la transidentité à plusieurs universités, dont Johns-Hopkins, Stanford, l'université du Minnesota, l'université de Californie à Los Angeles et l'université du Texas à Galveston Island. De 1970 à 1972, l'EEF indique que les départements sur l'identité de genre sont passés de 6 à 12 universités sur la période. De la même façon que l'EEF n'envoie que des personnes au bon passing pour représenter les personnes transgenres auprès du grand public, les cliniques de changement de sexe sont encouragées à ne soigner que les personnes trans les plus socialement respectables et légitimes afin d'éviter tout scandale qui les mettrait en difficulté.

Logo de la WPATH, dont la création a été permise par les dons d'Erickson.

Le fonds permet à Harry Benjamin de publier Le Phénomène transsexuel en 1966, puis d'organiser les trois premiers symposiums de l'association professionnelle mondiale pour la santé des personnes transgenres en 1969, 1971 et 1973.

#### Mouvement New Age
Dans les années 1970, Erickson, estimant que le mouvement pour les droits des personnes trans avance sur la bonne voie, décide de diversifier ses investissements pour soutenir des causes plus larges qui l'intéressent personnellement. L'EEF annonce donc en 1974 que la fondation continuera ses activités d'éducation mais cesse la publication de sa lettre d'information, de ses registres et de ses pamphlets éducatifs. Reed Erickson explique avoir toujours voulu financer les débuts de ce travail avant de passer à autre chose, et trouver que le sujet est devenu suffisamment connu pour que la recherche se finance différemment. Ses problèmes de santé l'empêchent de plus de bien diriger la fondation, et il connaît des premières difficultés financières, le forçant à limiter ses investissements.
Les subventions de l'EEF prennent en charge des travaux du mouvement New Age : l'acupuncture, l'homéopathie, la recherche sur le rêve, les états de conscience altérés sans prise de drogue, les études sur la communication entre les dauphins et les humains reçoivent toutes des financements de la fondation. L'EEF paie pour la publication de la première édition du manuel Un cours en miracles,.

#### Dissolution
L'EEF est dissoute le 28 février 1977. Son travail n'est pas perdu : la plupart de ses programmes sont transférés au sein de la toute nouvelle association Janus Information Services, dirigée par l'ancien boursier de l'EEF et directeur de la clinique du genre de Galveston, Paul Walker, qui embauche au passage Zelda Zupplee. En 1980, il emprunte 30 000 dollars à Erickson pour déménager à San Francisco et y continuer ses activités. À ce moment, Erickson ne s'intéresse plus du tout à la recherche sur la transidentité, mais offre un deuxième prêt de 15 000 dollars à Walker pour l'aider à continuer ses activités.
Erickson continue aussi à attribuer quelques bourses de montant élevé, dont 20 000 dollars pour le département de psychologique de l'université du Nevada, 3 300 dollars pour le programme Dysphorie de genre de Palo Alto, auparavant nommé Stanford Clinic, 1 600 dollars à la clinique de Johns-Hopkins et 32 000 dollars au chirurgien brésilien Robert Farino pour la traduction de sa monographie sur la transsexualité en anglais.

### Affaire ONE Incorporated
En 1962, le ONE Institute, une association d'hommes gays à Los Angeles qui publie le magazine ONE,, publie une demande de fonds pour ne pas se faire expulser de ses locaux sur Venice Boulevard : le bâtiment où l'organisation est installée est mis en vente et ONE tente de le racheter pour y rester. L'association, ayant perdu son statut d'organisation à but non lucratif en raison de la vente de son magazine, ne peut plus faire défiscaliser les dons reçus, ce qui affecte son financement ; les dons ne peuvent de plus pas être anonymes, ce qui pourrait outer les personnes gay qui la soutiennent.
En 1963, Erickson contacte l'association et a quelques discussions avec la direction, qui n'aboutissent à rien. En juillet 1964, Erickson paie un billet d'avion à Dorr Legg, le directeur de l'association, pour qu'il lui rende visite en Louisiane. À la fin de leur week-end, Erickson lui demande s'il veut faire financer des projets de ONE : Legg répond par l'affirmative, détaillant les projets de l'association de travailler sur une bibliographie sur l'homosexualité. Erickson lui ordonne de retourner à Los Angeles et de revenir avec un programme détaillé et le budget correspondant. La bibliographie, dont l'édition finale sort en 1976 chez Garland Press, est composée de deux volumes incluant 12 794 éléments, ce qui en fait la plus grande bibliographie sur le sujet de l'époque, un record qu'elle détient encore en 1993.
En août 1964 naît l'Institute for the Study of Human Resources, une fondation à but non lucratif conçue pour soutenir ONE,. Les dons d'Erickson composent 70 à 80 % du budget de l'organisation. Elle permet de toucher à nouveau des réductions d'impôts sur les dons, pour les rediriger vers ONE. Erickson préside la fondation jusqu'en 1977, tandis que sa femme Aileen Ashton est nommée directrice fondatrice et reste à ce poste jusqu'en 1975. Dès la fin des années 1970, Erickson, dont la santé mentale commence à se détériorer, commence à se brouiller avec Dorr Legg, qui s'intéresse plus aux droits des homosexuels qu'à ceux des personnes trans.
Reed Erickson couvre ainsi la facture du rachat de l'immeuble et continue à envoyer de l'argent à l'organisation par la suite,,, via l'Erickson Educational Foundation. Grâce à ces dons, ONE crée aussi un master en études homophiles reconnu par l'État de Californie en 1981,, et publie le livre An Annotated Bibliography of Homosexuality. Au total, les dons s'élèvent à plus de deux millions de dollars. Les premiers diplômes graduate en études homophiles sont distribués le 30 janvier 1982 et Erickson reçoit un doctorat honorifique de l'établissement.
Peu après l'ouverture de cet établissement, Erickson affirme qu'un campus devrait être fondé. Les bureaux de ONE sont délabrés. Fin 1982, choisit une grande villa, le Milbank Estate, qui appartenait auparavant à une mission chrétienne, la transformant en université, librairie, archive et immeuble de bureaux de ONE. Inquiètes que la mission chrétienne refuse de vendre son bâtiment à des homosexuels, les parties prenantes s'accordent pour que l'EEF soit officiellement propriétaire des locaux. Le prix négocié est de 1,9 million de dollars, dont 1,4 million payables d'avance. Quelques jours avant la transaction, l'EEF informe l'église que l'argent sera disponible avec 9 jours de retard ; cette dernière menace d'intenter un procès si le paiement n'est pas à l'heure. Erickson retire alors 1,4 million de dollars en krugerrands, des pièces en or, dans un de ses coffre-forts. Cependant, dans la semaine qui suit, le cours de l'or passe de 508 à 368 dollars par once, faisant perdre une grande quantité d'argent à l'église mais n'invalidant pas la transaction. Erickson s'en amuse et affirme avoir fait chuter le cours de l'or à lui tout seul avec cette énorme transaction.
Une fois ONE installée dans les locaux, Erickson refuse cependant de finaliser le don de la propriété à ONE, gardant le bail au nom de l'EEF. Souffrant de paranoïa aggravée par sa consommation de kétamine et de cocaïne, il est convaincu que ONE essaie de se débarrasser des questions trans et du soutien de l'EEF et que Dorr Legg veut l'exclure de la villa une fois l'achat terminé. Il affirme que Legg compte l'outer comme trans pour y parvenir. Trois semaines après sa première arrestation pour possession de drogues et deux semaines avant l'ouverture des nouveaux bureaux de ONE, Erickson écrit à ONE pour leur annoncer qu'il ne souhaite plus les soutenir et va vendre la villa. Un jour, Reed séquestre Dorr en soudant le portail derrière lui ; un autre jour, Dorr refuse d'ôter ses mains du portail et Reed ordonne qu'on les lui soude au portail. L'ordre n'est évidemment pas appliqué. Erickson fait intervenir des agents de sécurité armés plusieurs fois.
En mai 1984, Erickson tente d'expulser ONE de la propriété et porte plainte contre l'association. ONE obtient alors une ordonnance de non-communication contre Erickson et l'EEF. Dans cette affaire, ONE fait le choix d'utiliser le prénom de naissance d'Erickson, sans obligation légale de le faire ni explication logique, puisque le prénom n'a pas utilisé depuis plusieurs décennies, confirmant l'inquiétude d'Erickson sur la volonté de l'outer. Occupée par le procès, ONE met en pause plusieurs de ces activités. En 1986, l'organisation perd l'accréditation de ses diplômes.
Fin 1988, Monica Erickson, fille aînée d'Erickson âgée de 20 ans, est nommée pour avoir la tutelle de son père en raison de ses problèmes de santé. Elle continue à défendre la possession de la villa. Le 4 avril 1990, l'EEF perd son procès et le titre de propriété est transféré à ONE : Erickson fait appel. Le procès dure de 1983 à 1993, juste après la mort d'Erickson père, se terminant par la vente de la villa. La moitié de l'argent va à l'Institute for the Study of Human Resources et l'autre aux héritiers d'Erickson ; le premier août 1993, ONE vend sa moitié à Monica Erickson pour environ un million de dollars.

### Fin de vie et décès
Il s'installe au Mexique dans le Love Joy Palace à partir de 1973, d'abord avec sa femme et ses enfants. Sa prise de drogues s'intensifie, poussant sa femme à demander le divorce en 1974. Ils restent voisins et en bons termes. En 1977, Erickson épouse une femme mexicaine, dont il divorce rapidement. En 1979, son ex-femme déménage avec leurs enfants à Ojai.
Arrêté plusieurs fois pour possession de drogues illégales au cours des années 1980, Erickson s'installe à plein temps dans son Love Joy Palace pour échapper à la justice américaine,,, qui le recherche après qu'il a échoué à respecter plusieurs convocations au tribunal. Il souffre à ce moment d'un cancer, probablement de la vessie.
Il meurt en 1992 après plusieurs années de détérioration de son état de santé. À sa mort, sa fortune personnelle est estimée à plus de 40 millions de dollars, bien qu'il ait vécu les dernières années de sa vie dans la misère, privé de ses fonds américains.

## Vie privée

### Addiction aux drogues et santé mentale
Erickson souffre d'addiction à la kétamine et à la cocaïne à partir des années 1970,, qui affectent sa santé mentale : il devient paranoïaque et accuse régulièrement ses collaborateurs de diverses offenses, perdant ses amis et sa femme en 1974. Il est de moins en moins attentif à ses investissements et a des problèmes financiers et de mémoire. 
Arrêté plusieurs fois pour possession de drogues illégales au cours des années 1980, il doit fuir les États-Unis,,. Il souffre à ce moment d'un cancer, probablement de la vessie, qui l'empêche de marcher et le rend à moitié inconscient plusieurs jours d'affilée à intervalles réguliers.

### Image publique
Reed Erickson ne parle que très peu de sa vie privée et ne donne jamais d'interviews. Il ne reste aucun enregistrement connu de sa voix. Il milite très ouvertement pour les droits des personnes trans et ses amis et collègues savent qu'il est trans, mais le grand public ne le sait pas forcément.

### Relations et mariages
Erickson a une petite amie à long terme avant sa transition, restée anonyme, et est considéré comme un coureur de jupons. Après sa transition, il se marie avec trois femmes ; à chaque fois, il ne les a rencontrées qu'une ou deux fois avant son mariage. Deux des mariages sont reconnus légalement. Il épouse Daisy Harriman Lewis en 1963 et ils divorcent l'année suivante, puis il a deux enfants, avec sa deuxième femme, Ailene Erickson, née Ashton et épousée en 1965 ; une fille par don de sperme et un garçon par adoption.
En 1977, il épouse Evangelina Trujillo Narkis. Le couple déménage à Ojai en 1979 pour qu'Erickson puisse plus souvent voir ses enfants, sous la garde de leur mère. Ils se séparent entre 1983 et 1985. Au Mexique, il épouse Maria Luisa de Celis Contreras. Ce mariage n'est pas reconnu : étant à ce moment très diminué physiquement et mentalement, il est sous tutelle de sa fille Monica.

## Postérité

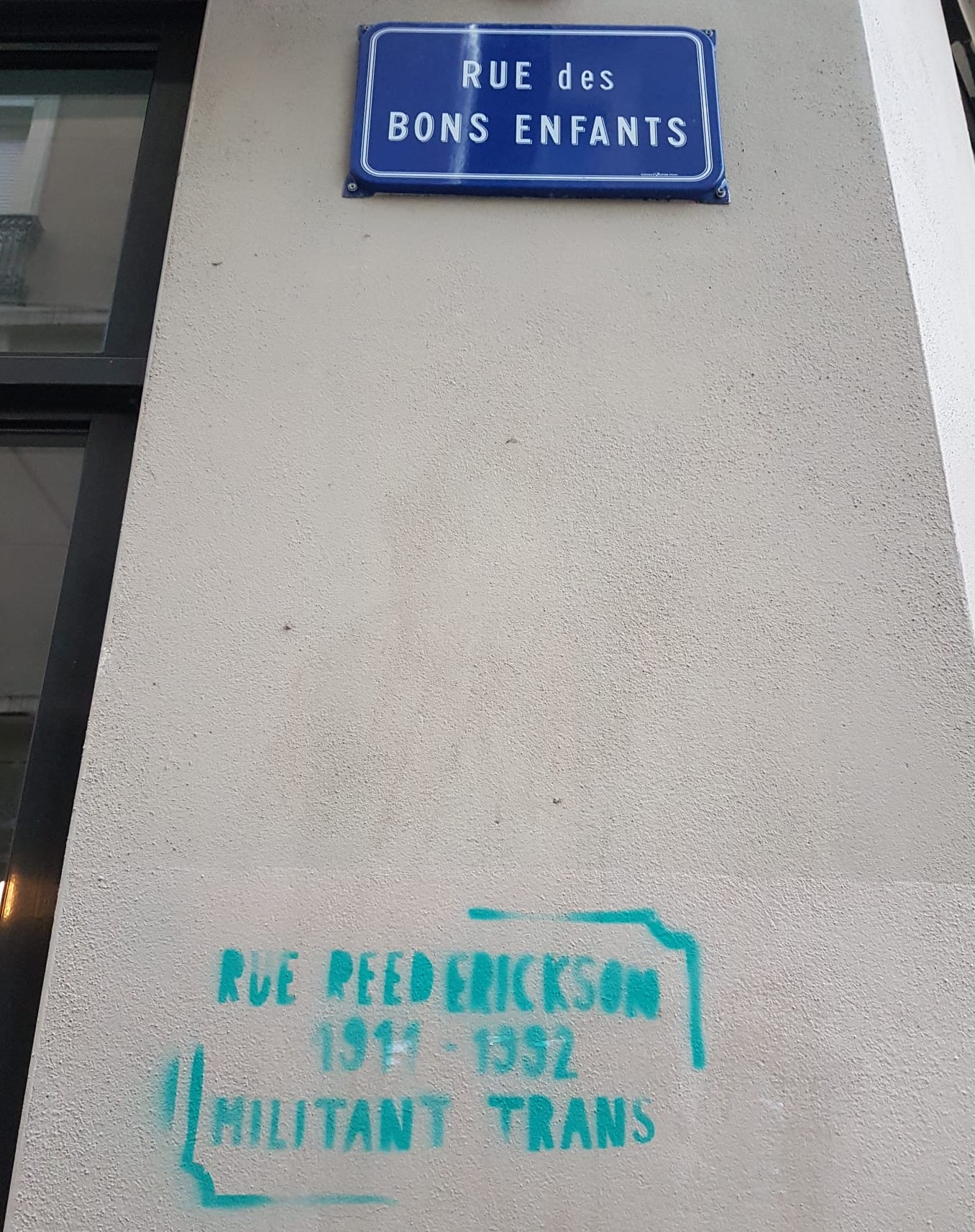
Graffiti renommmant la Rue des Bons Enfants à Grenoble en rue Reed Erickson.

Selon le sociologue Aaron Devor, Erickson a largement contribué dans « presque tous les aspects du travail, dans les années 1960 et 1970, au domaine du transsexualisme aux États-Unis et, dans une moindre mesure, dans d'autres pays. » Il est généralement considéré comme un pionnier des droits des hommes transgenres et la première personne ayant poussé les hommes trans à constituer une communauté unie.
L'Erickson Educational Foundation est reconnue comme une raison pour laquelle les soins médicaux existent pour les personnes transgenres dans le monde occidental ; les stratégies et ressources de l'EEF restent utilisées par les mouvements trans aujourd'hui. La fondation a permis de grandes avancées en termes de soins de santé et de services associés fournis aux personnes trans.
Reed Erickson est parfois comparé à Howard Hughes pour sa personnalité excentrique et sa richesse.

### Citations en anglais
1. ↑  they must have hand picked the people who got to speak at these colleges . . . every single one was attractive, credible, articulate and somebody who was able to get the students to sympathize with them, with their story. They were people it was impossible to see as any other gender than they presented themselves.